# سمی بروکس
سَمی بروکس (انگلیسی: Sammy Brooks؛ ‏ ۱۰ ژوئیهٔ ۱۸۹۱ – ۱۶ مهٔ ۱۹۵۱) بازیگر اهل ایالات متحده آمریکا بود.

## گزیده فیلم‌شناسی
- حکم، گشنیز است
- لوک، فراهم‌کننده بیمار
- لوک، راننده تاکسی
- لوک، گلادیاتور
- خواب پراکنده لوک
- لوک، جعل‌کننده هویت
- آتش‌بازی‌های ناکام لوک
- لوک و پریان دریا
- لوک و اسب‌های مسابقه
- لوک اموال چپاول‌شده را پیدا می‌کند
- اخبار جانانه لوک
- لوک به نیروی دریایی می‌پیوندد
- زندگی باشگاهی پرشتاب لوک
- لوک به تفرجگاه می‌رود
- کودک گمشده لوک
- لوک، فال‌بین
- لوک پیروز می‌شود
- لوک با بی‌ملاحظگی رفتار می‌کند
- آماده‌سازی‌های لوک برای آماده بودن
- نابسامانی سینمایی لوک
- لوک و دردسرهای رستوران
- لوک خوشگل‌ها را دید می‌زند
- بدل لوک
- لوک تنها، بیمارانش را از دست می‌دهد
- زنان سرکش لوک تنها
- لوک تنها، پیک
- لوک تنها، تعمیرکار خودرو
- لوک تنها، لوله‌کش
- لوک تنها در تین کن الی
- زندگی پر جنب‌وجوش لوک تنها
- ماه عسل لوک تنها
- لوک تنها، وکیل مدافع
- دردسرهای لوک در تراموا
- آزادی از دست‌رفته لوک
- صبر کن! لوک! گوش کن!
- عشق، خنده و هیجان
- دِین خود را ادا کن
- رأی‌ها را بشمارید
- پول کاغذی
- تنها پدرش
- هل نده
- در سالن نمایش قدیمی
- رئیس بزرگ سرخپوستان
- باقی پولت را بشمار
- حکمران و پیروانش
- شاهزاده
- چاپ سویی اند کو
- یک ماه عسل پرجنب‌وجوش
- هرگز به من دست نزد
- فقط همسایه و بس
- جناب آقای بیلی بلیزس
- بیرون تراموا
- دزد را بزن
- تپانچه‌هایی برای صبحانه
- پیش از صبحانه
- بله، آقا
- پرده را بالا بزن
- کفش‌هاتو دربیار
- یک سرباز وظیفه در سیبری
- ردیف بعدی
- مراقب باشید، داریم می‌افتیم
- دارم میام
- از پدر بپرس
- دیگر موجود نیست!
- تحت تعقیب – ۵٬۰۰۰ دلار
- ماراتن
- بخت خود را بیازما
- او ندارد مرا دوست
- با همرقص‌هایت سوئینگ برقص
- چرا منو انتخاب کردی؟
- یک عاشقانه اوزارک
- آیا کلاهبرداران دغل‌کار هستند؟
- جایی در ترکیه
- بگیرش، گردن‌کلفت!
- گاسی دو لول
- آتش‌نشان فرزند مرا نجات بده
- جوانک مهارنشدنی
- مشغله ذهنی
- اخراج‌شده
- سلام!
- رِند شهری
- یک زندگی پرهیجان
- بیا بریم
- سبیل‌ها را تاب بده
- خانم‌ها وارد می‌شوند
- لطفاً دلپذیر باش
- با عجله
- اطلاع محرمانه
- شماره تلفن، لطفاً؟
- یک وسترن شرقی
- یک عروسی بنزینی
- ارواح جن‌زده
- جناب اعلیحضرت حقه‌باز
- جای خواب
- مظلوم و بی‌آزار
- دردسر برادوی
- همه سرنشینان
- دوباره بزنش
- زندگی ناگوار نیست؟
- دزدزده
- رینبو آیلند
- اینو به بچه‌ها بگو
- مجنون چون روباه
- ماشین قراضه پادشاه به سلامت
- هزینهٔ پست
- زب در مقابل پاپریکا
- داداش‌های زیر چانه‌ای
- جویندگان طلا
- روپرت اهل هی ها
- ماسه‌های سوزان
- مادام میستری
- نزدیک دوبلین
- دل‌های منجمد
- تحت لوای مستی
- مردی گرداگرد شهر
- پرتقال و لیمو
- بکش یا شفا بده
- بردار و بیل بزن
- تلفات جنگ!
- صفیر ظهر
- در کنار امواج غم‌زده دریا
- آن طرف حصار
- آیا لازم است ملوانان ازدواج کنند؟
- کک‌های جنجال‌آفرین
- یا همین حالا یا هیچ‌وقت
- خجالتی
- اسمیتی
- دست به دهان
- بچه‌های ناخدا کید
- حرکت کن
- لاس
- از یک قماش